# Sari (Iran)
Sari (mazanderani: ساری; persa: ساری) és la capital de la província iraniana de Mazanderan, situada entre les muntanyes Alborz i la costa sud de la mar Càspia. Té una població estimada (2006) de 261.293 habitants i el municipi té una superfície de 5.089 km².

## Història
Les excavacions a la cova d'Hoto i la coba Kamarband presenten evidències d'establiments a la regió de Sari des de fa 75000 anys. Les descobertes, incloent alguns esquelets, han donat a conèixer la vida en aquest període de la prehistòria.
L'historiador musulmà Hamdollah Mostowfi atribueix la fundació de Sari al rei Tahmoures Divband (Tamurath) de la dinastia pishdàdida. Ferdowsi esmenta el nom de la ciutat a la seva obra Shahnameh al temps del mític reis Fereydun i el seu descendent Manushihr, quan aquest darrer va retornar a la capital de Fereydun, la ciutat de Tamisheh a Mazanderan, després de derrotar a Salm i Tur:
ز درياي گيلان چون ابر سياه...................... دمادم به ساري رسيد آن سپاه 

چو آمد بنزدیک شاه آن سپاه..........................فریدون پذیره بیامد براه 
Seguint doncs el Shahnameh la gent de Sari té una tradició local per la qual la ciutat hauria estat poblada quan el ferrer Kaveh, nadiu de la ciutat, es va revoltar contra la tirania de Zahak. Després del triomf Fereydun Pishdadi, agarit a Kaveh, va escollir aquesta ciutat per viure prop d'aquest fins a la seva mort. Per aquesta raó quan Touraj i Salam van matar a Iraj (fill de Fereydun), el van enterrar aquí. Molta gent pensa que l'ispahbad Tous-e Nouzar (rebesnet de Fereydun) va fundar la ciutat. No obstant els historiadors grecs no l'esmenten fins al segle vi aC sota la dinastia aquemènida quan se li dona el nom de Zadrakarta (persa: Sadrakarta), la qual fou destruïda per Alexandre el Gran el qual va dirigir la construcció d'una nova ciutat anomenada Syrinx, del nom d'un dels seus generals. La ciutat fou capital regional amb la dinastia sassànida.

### Capital dels sobirans locals del Tabaristan
Al segle VII el gran Farxan va reconstruir la ciutat i com que el seu fil es deia Sarouyeh, la va batejar com a Sari. Va esdevenir capital del Tabaristan. Es creu que les primeres incursions àrabs van tenir lloc sota el governador de Kufa Said ibn al-As; va estar ocupada temporalment pel governador omeia Yazid ibn al-Muhallab (716) però en fou expulsat per l'ishpabad dabúyida Farrukhan. El primer edifici islàmic fou una gran mesquita construïda pel primer governador abbàssida de Tabaristan, Abu l-Khudayb el 757/758.
Els masmughans (un títol de probable origen sassànida que va existir al segle vii, segurament càrrec equivalent a governador d'un districte o un territori menor determinat. El portava Walash, masmughan de Dunbarwand, esmentat el 680, que segurament era un càrrec sassànida que havia quedat independent amb la invasió àrab) es van apoderar del Tabaristan oriental on la població havia nomenat rei a Baw. Va assassinar aquest i va ocupar el poder però al cap de vuit anys (688) fou expulsat pel fill de Baw, Surkhab ibn Baw. probablement van conservar un poder local a Dunbarwand fins al 760 quan la regió fou conquerida pels àrabs quan van dominar els dominis dabúyides (la plana del Tabaristan). Es devien refugiar a la comarca de Miyand Rud, prop de Sari, on apareixen el 775 en la coalició persa entre karínides i bawàndides contra els abbàssides, aliança que fou derrotada definitivament el 785. Després si van subsistir fou merament un poder local potser dependent dels bawàndides.
Vers el 712 amb Farrukhan I, la dinastia dabúyuida es van estendre del Gilan cap a l'est ocupant les terres de la plana de Tabaristan mentre a les muntanyes governaven els karínides i els bawàndides. La capital es va fixar a Sari. El 716 van patir un seriós atac omeia organitzat pel governador d'Iraq Yazid ibn al-Muhallab. El 749 va pujar al tron Khurshid II que va donar suport a Abu Muslim i als abbàssides contra els omeies. També van ajudar a Abu Muslim contra el rebel mazdaista Sunbadh, revoltat al Khurasan. No obstant el califa va decidir la conquesta del país i va enviar expedicions entre 758 i 760 fins que el van dominar.
La ciutat va estar força temps en poder dels ishpabads indígenes, mentre els governadors del califat residien no gaire lluny, a Amol. Al segle ix els tahírides i els alides van tenir capital temporal a Sari. El 864 el poble de Tabaristan occidental es va revoltar contra el govern tahírida i sota consell del da'i local alida va convidar al hasanita Hasan ibn Zayd de Rayy a assolir la direcció de la revolta. Hasan va adoptar el nom de regne d'al-Da'i ila l-Haqq, i aviat va aconseguir expulsar al tahírida Sulayman ibn Abd Allah i va transferir la capital des de Sari, residència del governador tahírida, a Amol, propera a la regió on tenia més suport. Vers el 910 Sari fou saquejada per pirates "rus". Al segle següent ja estava en mans dels bawàndides, sent esmentada el 1024 dins la branca de Firim.
Shahriyar V ibn Karin Husam al-Dawla (1074-1114) fou el primer ishpabad bawàndida que va retornar la capital a Sari. Vers 1108 el sultà buwàyhida va enviar un exèrcit dirigir pel seu amir Ak Sunkur al-Bukhari que va assetjar Sari però fou derrotat en una sortida inesperada del fill (i futur successor) de l'ispahbad, de nom Karin (III) ibn Shariyar Nadjm al-Dawla. Llavors el sultà va enviar una carta conciliatòria, on demanava l'enviament d'un dels fills de l'ispahbad com a ostatge a Esfahan. Fou enviat el fill Ali ibn Shahriyar Ala al-Dawla que va impressionar molt favorablement al sultà que li va oferir la mà de la seva germana; Ali però va recomanar concedir aquest honor al seu germà i hereu Karin (III). Així es va fer i després de l'enllaç (a Esfahan) Karin III va retornar a Sari on es va considerar sobirà i va menysprear al seu pare (vers 1111). Shahriyar V Husam al-Dawla es va traslladar a Amol i més tard a Hawsam antic centre zaydita del Daylam on es va construir una fortalesa (kanakah) i es va dedicar a la religió. Quan es va posar malalt, Karin III el va cridar a Sari i va demanar perdó i el va restablir en tots els seus drets.
Vers el 1172 o 1173 fou ocupada temporalment per forces del xa de Coràsmia: El 1172 el xa Mahmud Abul-Qasim Mahmud, successor d'Il Arslan, fou enderrocat pel seu germà Tekish Abul-Muzzafar Taj al-Dunya wa'l-Din (1172-1200). Mahmud es va refugiar al Dihistan (part del Khurasan) amb la seva mare i va demanar ajut a Hasan. Aquest va preparar una gran benvinguda al xa, però l'amir turcman Muayyid Ayaba (senyor de Nixapur i part del Khurasan), al que Hasan havia exigit l'entrega de dues places pertanyents administrativament al Khurasan i que estaven sota el seu domini, però que eren reclamades per Hasan, i que havia maltractat al seu delegat, es va revenjar i va convèncer a Mahmud d'anar a Nixapur i després envair el Tabaristan. Així ho van fer i van conquerir Tamisha (Tomisa) després d'un setge de 40 dies. Llavors Ayaba va atacar Sari i la va assolar; va enviar al seu germà Kustum a perseguir a Hasan que havia fugit cap a Firim però Kustum fou derrotat i els invasors es van retirar. El 1210 va passar a domini directe de Coràsmia.
Sota domini dels mongols es va restaurar una dinastia local, els Kinkhwàrides, col·laterals dels bawàndides, però ja la capital fou Amol, que havia estat menys afectada pels atacs mongols que Sari. El 1393 fou assaltada i saquejada per Tamerlà però es va recuperar i va ser capital del Mazanderan.

### Integració a Pèrsia
Shah Abbas I va incorporar el Mazanderan a l'imperi safàvida i va fundar Farahabad com a capital alternativa, al nord de Sari, amb els jardins a Ashrafi. Després dels safàvides ja no hi ha notícies d'altres fets rellevants a la ciutat. Va restar capital regional fins al temps dels zand que la van traslladar a Barfurush. Agha Muhammad Shah la va retornar a Sari, a la qual va convertir en capital imperial (21 de març de 1782) fins que fou traslladada a Teheran per Fath Ali Shah. Al segle xix va entrar en decadència en profit d'Amol i de Barfurush-Babul. Al segle xx la construcció d'un ferrocarril li va permetre recuperar la seva posició.
Durant la segona guerra mundial va estar sota ocupació soviètica fins al 1947. Vers 1950 tenia 25.000 habitants i era capital de l'ustan (província) de Mazanderan i del shahrastan (cantó o comptat) de Sari. Vers el 1992 la població era de 185.844 habitants.

## Llocs interessants
- La torre del Rellotge, a la plaça del Rellotge (Meydan-e-Sa'at)
- Tombes dels caps musulmans Yahya, Zayn Al-Abedin, Emamzade-ye Abbas i Shazdeh Hussein (segle xv)
- Costa de Farah Abad
- Costa de Gohar Baran
- Costa de Darya Kenar
- Costa de Khezer Shahr
- Dehkadeh Aramesh (vila turística)
- Pac del riu Tajan
- Parc del bosc de Zare
- ârc del bosc de Salardareh
- Parc Nacional Dasht-E-Naaz
- Pol-e-Gardan (posta de senderisme)
- Llac Nemashoun
- LLac Lak-Dasht
- Llac Soleyman-Tangeh
- Vista des del turó Bam-e-Shahr
- Qor-Maraz (spa natural, Neka)

- Emamzadeh Yahya (fill d'Imam Moosa-ebn Jafar)
- Emamzadeh Abbas (fill d'Imam Moosa-ebn Jafar)
- Emamzadeh Abdollah, Koula

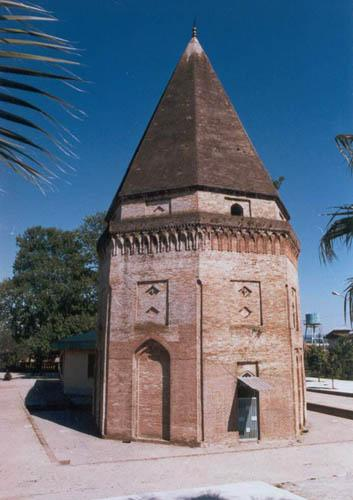
Tomba de Imamzadeh Abbas

- Masjed-e-Jaame (mesquita, antic temple zoroastrià reconvertit)
- Mesquita Emam-Sajjad Mosque (abans Shah-Qazi)
- Mesquita Haaj Mostafa Khan (Sourteci)
- Mesquita Reza Khan (Hozeh Elmiyeh)
- Plaça Molla-Majd-Addin
- Plaça Shazdeh-Hossein
- Plaça Pahneh-Kalla Place

## Economia
Productes agrícoles, iogurt, beguda de iogurt, cítrics i altres. Indústries de la fusta i el paper.

## Districtes de la ciutat
Principals seccions: 

Azad Goleh, Bagher Abad,Booali & Posht-e-Hotel (ambdues al Pasdaran Bulevard), Barbari Mahalleh, Bazaar-e Nargesiyeh, Bazaar-e Rooz, Chenar-Bon, Gol-Afshan, Golma, Kooy-e Azadi, Kooy-e DadGostari, Kooy-e Daneshgah, Kooy-e Djahad, Kooy-e Golha, Kooy-e-Karmandan, Kooy-e Mahyar, Kooy-e MirSarorozeh, Kooy-e Qelich, Lesani, Mehdi-Abad, Mirza-Zamani, Na'l-Bandan, No-Tekiyeh, Peyvandi, Pir Tekiyeh, Pol-e Gardan, Posht-e Nim-e Shaban, Posht-e Zendan, Rahband-e Dokhaniyat, Rahband-e Sangtarashan, Sang, Sari Kenar, Sarvineh Bagh, Seyyed AlShohada, Shafa, Shahband, Shazdeh Hossein, Shekar Abad, Tabaristan, Tavakkoli, Torki Mahalleh, Torkmen Mahalleh, etc.

## Antics districtes
de la dinastia Qajar: Afghoun Mahalleh, Bahar Abad, Balouchi Kheyl, Balouchi Mahalleh, Birameter (Bahram-Ottor), Chaleh Bagh, Dar Masdjed, Isfahouni Mahalleh, Kohneh Baq Shah,Kurd Mahalleh, Mir Mashad Mahalleh, Mir Sar Rozeh, Na'l Bandan, Naqareh Khaneh, Ossanlou Mahalleh, Paay-e Chenar, QelichLi Mahalleh, Sabzeh Meydan, Shazdeh Hossein, Shepesh Koshan, Shishehgar Mahalleh.

## Població
- 1808 = 21.000 estimada
- 1827 = 19.000 estimada
- 1832 = 20.000 estimada
- 1850 = 15.000 estimada
- 1856 = 9.000 estimada
- 1872 = 15.500 estimada
- 1874 = 16.000 estimada
- 1883 = 16.100 estimada
- 1905 = 25.000 estimada
- 1923 = 35.000 estimada
- 1956 = 26.278 cens
- 1966 = 44.547 cens
- 1976 = 70.753 cens
- 1986 = 141.020 cens
- 1996 = 195.882 cens
- 2006 = 262.627 estimada
- 2008 = 300.000 estimada

## Infraestructures més notables
- Sari disposa de l'aeroport Internacional Dasht-e Naz al nord-est.
- Per mar, a la Càspia té el port d'Amir Abad.
- Universitat d'Agricultura
- Mazanderan University of Medical Science (MazUMS)
- Universitat de Ciències naturals
- Universitat Islàmica Azad de Sari
- Imam Mohammad Bagher, Universitat de Tecnologia
- Universitat Sarian d'Art & Arquitectura
- Universitat Payam-e-Noor
- Universitat de Tecnologia i Enginyeria Khalil Moqadam
- Universitat de Tarbiyat-e Modaress
- Facultat de Tecnologia Sama de la Universitat Azad
- Universitat Rouzbehan